# Kostendeckende Einspeisevergütung (Schweiz)
Die kostendeckende Einspeisevergütung (KEV) ist ein schweizerisches Förderinstrument für die Stromproduktion aus erneuerbaren Energien. Seit dem 1. Januar 2009 werden Produzenten von Strom aus Wind, Kleinwasserkraft, Biomasse, Photovoltaik oder Geothermie mit einem garantierten Vergütungstarif für den ins Netz eingespeisten Strom entschädigt, sofern sie nicht aufgrund der Deckelung auf einer langen Warteliste stehen.

## Grundlagen und Prinzip
Die KEV wurde in der Schweiz auf den 1. Januar 2009 eingeführt durch eine entsprechende Änderung des Energiegesetzes (EnG) vom 26. Juni 1998. Dieses hatte zum Ziel, die Energieversorgung sicher, rationell und umweltfreundlich zu gestalten. Am 1. Januar 2018 trat das neue Energiegesetz vom 30. September 2016 in Kraft. Dieses verfolgt im Prinzip ähnliche Ziele wie das frühere Energiegesetz. Das Gesetz soll zu einer ausreichenden, breit gefächerten, sicheren, wirtschaftlichen und umweltverträglichen Energieversorgung beitragen. Insbesondere ist bei der Produktion von Elektrizität aus erneuerbaren Energien, ausgenommen aus Wasserkraft, ein Ausbau anzustreben, mit dem die durchschnittliche inländische Produktion im Jahr 2020 bei mindestens 4'400 GWh und im Jahr 2035 bei mindestens 11'400 GWh liegt. Das neue Energiegesetz sieht nach wie vor eine KEV vor, bzw. ein Einspeisevergütungssystem (EVS), wie das Instrument neu genannt wird. Allerdings wird dieses Förderinstrument neu zeitlich befristet: Es können nur noch bis Ende 2022 Anlagen zusätzlich in das Fördersystem der KEV aufgenommen werden, und es muss sich dabei um neue Anlagen handeln. Weiter wird mit Ausnahme der Biomasseanlagen die Vergütungsdauer von 20 auf 15 Jahre gekürzt. Betreiber von Anlagen mit einer Leistung ab 500 kW, die bereits KEV erhalten, sowie Betreiber von Anlagen, die neu ins Fördersystem aufgenommen werden, erhalten zwar die KEV weiterhin über die vorgesehene Vergütungsdauer, allerdings haben sie spätestens ab dem 1. Januar 2020 ihren Strom selbst zu vermarkten. Photovoltaikanlagen mit einer Leistung von weniger als 100 kW können zudem keine KEV, sondern nur noch eine Einmalvergütung beantragten, die höchstens 30 % der Investitionskosten einer Referenzanlage deckt. Demgegenüber erlaubte die frühere KEV eine Deckung von 100 % der Investitionskosten über die Vergütungsdauer der KEV.
Das Prinzip der KEV ist wie folgt: Zur Förderung der einheimischen und erneuerbaren Energien sollen mit der KEV die Differenz zwischen den Produktionskosten und dem aktuellen Marktpreis beglichen werden. Damit ist es für den Anlagebetreiber möglich, Energie wirtschaftlich zu erzeugen. Die elektrische Energie wird zum Marktpreis verkauft, dem Anlagebetreiber aber eine Vergütung pro produzierte Energiemenge bezahlt. Die Vergütung ist von der Technologie und Anlagengrösse abhängig. Zur Finanzierung der Vergütung bezahlen die Endkunden einen Zuschlag auf die Stromübertragungskosten in den KEV-Vergütungstopf (seit 1. Januar 2018 2,3 Rp./kWh).

## Vergütungen
Um von der Förderung zu profitieren, muss die zu fördernde Technologie die gesetzlich festgelegten Bedingungen erfüllen. Der Vergütungssatz wird periodisch anhand der Kosten einer Referenzanlage je nach Leistungsklasse und Technologie für Neuanlagen neu berechnet. Die Referenzanlage innerhalb einer Technologie entspricht der momentan effizientesten verfügbaren Technologie. Der effektive Vergütungssatz einer Anlage wird zum Zeitpunkt der Inbetriebnahme festgelegt und bleibt während der Vergütungsdauer unverändert. Die Vergütungsdauer hängt ab von der Technologie sowie vom Inbetriebnahmedatum, sie liegt zwischen 15 und 25 Jahren.
Die frühere Beschränkung der Fördergelder je nach Erzeugungsart wurde mit dem neuen Energiegesetz vom 30. September 2016 aufgehoben, es gibt im Prinzip nur noch einen Gesamtdeckel, allerdings gelten für die Photovoltaik weiterhin spezifische Kontingente für die jährlich zur Verfügung stehenden Mittel:
Die früheren Beschränkungen nach Erzeugungsart lauteten wie folgt:
| Erzeugungsart | Bedingung für die ungedeckten Kosten | Maximaler Anteil aus dem Fördertopf |
| ------------- | ------------------------------------ | ----------------------------------- |
| Wasserkraft   |                                      | 50 %                                |
| Photovoltaik  | > 50 Rp./kWh                         | 5 %                                 |
| Photovoltaik  | 40 – 50Rp./kWh                       | 10 %                                |
| Photovoltaik  | 30 – 40Rp./kWh                       | 20 %                                |
| Photovoltaik  | < 30Rp./kWh                          | 30 %                                |
| Andere        |                                      | 30 %                                |

Der Umfang der finanziellen Förderung, der maximal für die Förderung durch die KEV insgesamt oder eine bestimmte Technologie ausgegeben wird, wird informell auch als Deckel bezeichnet. Diese Limitierung führte rasch zu einer langen Warteliste, insbesondere bei der Photovoltaik. Bereits im Jahr 2012 umfasste die Warteliste über 26'000 bei der Swissgrid angemeldete Anlagen. Über 90 % der Anlagen auf der Warteliste waren damals Photovoltaikanlagen, davon verfügten 45 % eine installierte Leistung kleiner 10 kWp.
Der Vergütungstarif einer Anlage ist abhängig vom Datum der Inbetriebnahme und ändert sich während der Vergütungsdauer nicht.
Grundsätzlich können nur diejenigen Anlagen von der KEV profitieren, die nach dem 1. Januar 2006 in Betrieb genommen, erheblich erweitert oder erneuert wurden.
Früher wurden die Details zu den Vergütungssätzen je Technologie im Anhang zur Energieverordnung (EnV) vom 7. Dezember 1998 aufgeführt. Mit der Inkraftsetzung des neuen Energiegesetzes auf den 1. Januar 2018 werden die Details zu den Vergütungssätzen je Technologie neu in der Energieförderungsverordnung vom 1. November 2017 aufgeführt.
Im Folgenden sind die Vergütungssätze kurz erläutert.

### Kleinwasserkraftanlagen
Strom aus Kleinwasserkraftwerken wird mit einer Grundpauschale und mit Boni (Druckstufen- und Wasserbaubonus) pro Kilowattstunde mit maximal 32.4 Rp./kWh vergütet. Die Vergütung wird über die Amortisations- und Vergütungsdauer von 15 Jahren nicht gesenkt.

#### Grundvergütung
| Leistungsklasse | Grundvergütung 1.1.2013 – 31.12.2016 (Rp./kWh) | Grundvergütung ab 1.1. 2017(Rp./kWh) |
| --------------- | ---------------------------------------------- | ------------------------------------ |
| ≤ 30 kW         | 28.4                                           | 28.4                                 |
| ≤ 100 kW        | 18.8                                           | 18.8                                 |
| ≤ 300 kW        | 14.8                                           | 12.7                                 |
| ≤ 1 MW          | 11.2                                           | 9.0                                  |
| ≤ 10 MW         | 6.9                                            | 6.6                                  |

Die äquivalente Leistung ist massgebend. Dazu wird die Jahresenergieproduktion durch die Jahresstunden dividiert.

#### Druckstufenbonus
| Fallhöhe (m) | Druckstufen-Bonus (Rp./kWh) |
| ------------ | --------------------------- |
| ≤ 5          | 5.6                         |
| ≤ 10         | 3.3                         |
| ≤ 20         | 2.4                         |
| ≤ 50         | 1.9                         |
| > 50         | 1.2                         |

#### Wasserbaubonus
Die Gestehungskosten von Kleinwasserkraftwerken (für Neuanlagen und Erweiterungen/Erneuerungen) sind massgeblich abhängig vom Umfang des
erforderlichen Wasserbaus. Diesem Umstand wird mit dem Wasserbaubonus Rechnung getragen. Der Anteil des Wasserbaus an den Gesamtinvestitionen sind für die Berechnung des Wasserbaubonus relevant. Unterschreitet der Anteil des Wasserbaus an den Gesamtinvestitionen die 20-%-Marke, besteht keinen Anspruch auf den Bonus. Macht der Anteil 50 % und mehr aus, besteht Anspruch auf den ganzen Wasserbau-Bonus, dazwischen wird linear interpoliert.
| Leistungsklasse | Wasserbau-Bonus mit Inbetriebnahme 1.1.2013 – 31.12.2016 (Rp./kWh) | Wasserbau-Bonus mit Inbetriebnahme ab 1.1.2017 (Rp./kWh) |
| --------------- | ------------------------------------------------------------------ | -------------------------------------------------------- |
| ≤ 30 kW         | 6.2                                                                | 6.2                                                      |
| ≤ 100 kW        | 4.5                                                                | 4.5                                                      |
| ≤ 300 kW        | 3.6                                                                | 2.9                                                      |
| > 300 kW        | 3.0                                                                | 1.6                                                      |

### Photovoltaik
Die Amortisations- und Vergütungsdauer für Photovoltaikanlagen betrug früher 25 Jahre, später 20 und neu nur noch 15 Jahre. Gemäss Energieverordnung sanken die Vergütungssätze für Neuanlagen jährlich um 8 %. Das Departement für Umwelt, Verkehr, Energie und Kommunikation (UVEK) reduzierte die Vergütungen für das Jahr 2011 um 18 %, weil die Kosten für Solaranlagen im Jahr 2010 deutlich stärker gesunken waren als erwartet. Das UVEK senkte die KEV-Vergütungssätze für Neuanlagen per 1. März 2012 um rund 10 %. Zusammen mit der regulären jährlichen Absenkung um 8 %, die bereits per 1. Januar 2012 gilt, sanken die PV-Vergütungssätze 2012 um insgesamt 18 %. Die Vergütungssätze wurden auch in den Folgejahren kontinuierlich gesenkt. Zudem wurde neu eine Einspeisevergütung eingeführt. Mit dem neuen Energiegesetz im Zusammenhang mit der Energiestrategie 2050 steht nun für PV-Anlagen bis 100 kW keine KEV, sondern nur noch eine Einmalvergütung von maximal 30 % der Investitionskosten (bestimmt anhand von Referenzanlagen) zur Verfügung.
Photovoltaikanlagen werden für die Vergütung in drei Kategorien eingeteilt:

#### Anlagekategorien
| Anlagenkategorie | Kriterien                                                                            | Beispiel                                                                                          |
| ---------------- | ------------------------------------------------------------------------------------ | ------------------------------------------------------------------------------------------------- |
| Freistehend      | Anlagen ohne konstruktive Verbindung zu Bauten                                       | Anlage im Garten oder Brachland                                                                   |
| Angebaut         | Anlagen mit konstruktiver Verbindung zu Bauten und einzig der Stromproduktion dienen | Anlagen an Befestigungssystemen auf Flachdächern oder auf einem Ziegeldach montiert               |
| Integriert       | Anlagen, die in Bauten integriert sind und eine Doppelfunktion wahrnehmen            | Photovoltaik-Module anstelle von Ziegeln oder Fassadenelementen, in Schallschutzwänden integriert |

Mit der neuen Energieförderungsverordnung wurde diese Unterteilung aufgehoben.

#### Vergütungssätze
Die alten Vergütungssätze für Photovoltaikanlagen lauteten wie folgt:
|                 | Inbetriebnahme       | Bis 2009            | 2010                | 2011                | ab 1.3.2012         | ab* 1.10.2012       | ab* 1.1.2013        | ab* 1.1.2014        | ab 1.4.2015 | ab 1.10.2015 | ab 1.4.2016 | ab 1.10.2016 |
|                 | Absenkung            | n.a.                | 18 %                | 18 %                | k. A.               | k. A.               | ca. 8 %             | k. A.               | | | | |
| Anlagekategorie | Leistungsklasse (kW) | Vergütung (Rp./kWh) | Vergütung (Rp./kWh) | Vergütung (Rp./kWh) | Vergütung (Rp./kWh) | Vergütung (Rp./kWh) | Vergütung (Rp./kWh) | Vergütung (Rp./kWh) | Vergütung (Rp./kWh)                                                                                                 | Vergütung (Rp./kWh)                                                                                                 | Vergütung (Rp./kWh)                                                                                                 | Vergütung (Rp./kWh)                                                                                                 |
| Freistehend     | ≤ 10 kW              | 65.0                | 53.3                | 42.7                | 36,5                | 33,1                | 30,4                | Einmalvergütung     | Eigene Kategorie "Freistehend" gibt es seit 1. April 2015 nicht mehr. Vergütung erfolgt gemäß Kategorie "Angebaut". | Eigene Kategorie "Freistehend" gibt es seit 1. April 2015 nicht mehr. Vergütung erfolgt gemäß Kategorie "Angebaut". | Eigene Kategorie "Freistehend" gibt es seit 1. April 2015 nicht mehr. Vergütung erfolgt gemäß Kategorie "Angebaut". | Eigene Kategorie "Freistehend" gibt es seit 1. April 2015 nicht mehr. Vergütung erfolgt gemäß Kategorie "Angebaut". |
| Freistehend     | ≤ 30 kW              | 54.0                | 44.3                | 39.3                | 33,7                | 27,0                | 24,8                | 23,8                | Eigene Kategorie "Freistehend" gibt es seit 1. April 2015 nicht mehr. Vergütung erfolgt gemäß Kategorie "Angebaut". | Eigene Kategorie "Freistehend" gibt es seit 1. April 2015 nicht mehr. Vergütung erfolgt gemäß Kategorie "Angebaut". | Eigene Kategorie "Freistehend" gibt es seit 1. April 2015 nicht mehr. Vergütung erfolgt gemäß Kategorie "Angebaut". | Eigene Kategorie "Freistehend" gibt es seit 1. April 2015 nicht mehr. Vergütung erfolgt gemäß Kategorie "Angebaut". |
| Freistehend     | ≤ 100 kW             | 51.0                | 41.8                | 34.3                | 32,0                | 24,8                | 22,8                | 19,8                | Eigene Kategorie "Freistehend" gibt es seit 1. April 2015 nicht mehr. Vergütung erfolgt gemäß Kategorie "Angebaut". | Eigene Kategorie "Freistehend" gibt es seit 1. April 2015 nicht mehr. Vergütung erfolgt gemäß Kategorie "Angebaut". | Eigene Kategorie "Freistehend" gibt es seit 1. April 2015 nicht mehr. Vergütung erfolgt gemäß Kategorie "Angebaut". | Eigene Kategorie "Freistehend" gibt es seit 1. April 2015 nicht mehr. Vergütung erfolgt gemäß Kategorie "Angebaut". |
| Freistehend     | ≤ 1000 kW            | 49.0                | 40.2                | 30.5                | 29,0                | 23,1                | 21,3                | 19.2                | Eigene Kategorie "Freistehend" gibt es seit 1. April 2015 nicht mehr. Vergütung erfolgt gemäß Kategorie "Angebaut". | Eigene Kategorie "Freistehend" gibt es seit 1. April 2015 nicht mehr. Vergütung erfolgt gemäß Kategorie "Angebaut". | Eigene Kategorie "Freistehend" gibt es seit 1. April 2015 nicht mehr. Vergütung erfolgt gemäß Kategorie "Angebaut". | Eigene Kategorie "Freistehend" gibt es seit 1. April 2015 nicht mehr. Vergütung erfolgt gemäß Kategorie "Angebaut". |
| Freistehend     | > 1000 kW            | 49.0                | 40.2                | 28.9                | 28,1                | 21,6                | 19,9                | 17.2                | Eigene Kategorie "Freistehend" gibt es seit 1. April 2015 nicht mehr. Vergütung erfolgt gemäß Kategorie "Angebaut". | Eigene Kategorie "Freistehend" gibt es seit 1. April 2015 nicht mehr. Vergütung erfolgt gemäß Kategorie "Angebaut". | Eigene Kategorie "Freistehend" gibt es seit 1. April 2015 nicht mehr. Vergütung erfolgt gemäß Kategorie "Angebaut". | Eigene Kategorie "Freistehend" gibt es seit 1. April 2015 nicht mehr. Vergütung erfolgt gemäß Kategorie "Angebaut". |
| Angebaut        | ≤ 10 kW              | 75.0                | 61.5                | 48.3                | 39,9                | 36,1                | 33,2                | Einmalvergütung     | Einmalvergütung | Einmalvergütung | Einmalvergütung | Einmalvergütung |
| Angebaut        | ≤ 30 kW              | 65,0                | 53,3                | 46,7                | 36,8                | 29,4                | 27,0                | 26,4                | 23,4 | 20,4 | 19,5 | 19,0 |
| Angebaut        | ≤ 100 kW             | 62,0                | 50,8                | 42,2                | 34,9                | 26,9                | 24,7                | 22,0                | 18,5 | 17,7 | 16,6 | 15,6 |
| Angebaut        | ≤ 1000 kW            | 60.0                | 49.2                | 37.8                | 31,7                | 25,1                | 23,1                | 21,3                | 18,8 | 17,6 | 16,4 | 15,2 |
| Angebaut        | > 1000 kW            | 60.0                | 49.2                | 36.1                | 30,7                | 23,5                | 21,6                | 19,1                | 18,5 | 17,6 | 16,5 | 15,3 |
| Integriert      | ≤ 10 kW              | 90.0                | 73.8                | 59.2                | 48,8                | 42,8                | 39,4                | Einmalvergütung     | Einmalvergütung | Einmalvergütung | Einmalvergütung | Einmalvergütung |
| Integriert      | ≤ 30 kW              | 74.0                | 60.7                | 54.2                | 43,9                | 36,5                | 33,6                | 30,4                | 27,4 | 24,0 | 22,4 | 21,9 |
| Integriert      | ≤ 100 kW             | 67.0                | 54.9                | 45.9                | 39,1                | 33,2                | 30,5                | 25.3                | 21,1 | 20,1 | 19,1 | 17,9 |
| Integriert      | ≤ 1000 kW            | 62.0                | 50.8                | 41.5                | 34,9                | 31,5                | 29,0                | 21.3                | Für integrierte Anlagen > 100 kW gelten die KEV-Tarife der angebauten Anlagen.                                      | Für integrierte Anlagen > 100 kW gelten die KEV-Tarife der angebauten Anlagen.                                      | Für integrierte Anlagen > 100 kW gelten die KEV-Tarife der angebauten Anlagen.                                      | Für integrierte Anlagen > 100 kW gelten die KEV-Tarife der angebauten Anlagen.                                      |
| Integriert      | > 1000 kW            | 62.0                | 50.8                | 39.1                | 33,4                | 28,9                | 26,6                | 19.1                | Für integrierte Anlagen > 100 kW gelten die KEV-Tarife der angebauten Anlagen.                                      | Für integrierte Anlagen > 100 kW gelten die KEV-Tarife der angebauten Anlagen.                                      | Für integrierte Anlagen > 100 kW gelten die KEV-Tarife der angebauten Anlagen.                                      | Für integrierte Anlagen > 100 kW gelten die KEV-Tarife der angebauten Anlagen.                                      |

* Werte waren zunächst vorbehaltlich bundesrätlichem Entscheid.
Die Beträge sind inkl. MWSteuer von 8 % angegeben. Die normierte DC-Spitzenleistung bestimmt die Leistungsklasse. Für Anlagen mit > 10 kW wird die Vergütung anteilsmässig über die Leistungsklassen berechnet. Je nach zu erwartenden technologischen Fortschritten und der Marktreife einer Technologie werden
die Vergütungstarife sukzessive gesenkt. Die jährlichen Tarifsenkungen gelten jeweils für im entsprechenden
Erstellungsjahr neu in Betrieb genommene Anlagen. Ist ein Tarif für eine Anlage einmal bestimmt,
bleibt der Vergütungssatz während der gesamten Amortisationsdauer (= Vergütungsdauer)
konstant.
Die neuen Vergütungssätze für Photovoltaikanlagen lauten wie folgt:
| Leistungsklasse | Vergütungssatz (Rp./kWh) je nach Inbetriebnahmedatum | Vergütungssatz (Rp./kWh) je nach Inbetriebnahmedatum | Vergütungssatz (Rp./kWh) je nach Inbetriebnahmedatum | Vergütungssatz (Rp./kWh) je nach Inbetriebnahmedatum | Vergütungssatz (Rp./kWh) je nach Inbetriebnahmedatum | Vergütungssatz (Rp./kWh) je nach Inbetriebnahmedatum | Vergütungssatz (Rp./kWh) je nach Inbetriebnahmedatum | Vergütungssatz (Rp./kWh) je nach Inbetriebnahmedatum |
| --------------- | ---------------------------------------------------- | ---------------------------------------------------- | ---------------------------------------------------- | ---------------------------------------------------- | ---------------------------------------------------- | ---------------------------------------------------- | ---------------------------------------------------- | ---------------------------------------------------- |
|                 | 1.1.2013 – 31.12.2013                                | 1.1.2014 – 31.3.2015                                 | 1.4.2015 – 30.9.2015                                 | 1.10.2015 – 31.3.2016                                | 1.4.2016 – 30.9.2016                                 | 1.10.2016 – 31.3.2017                                | 1.4.2017 – 31.12.2017                                | Ab 1.1.2018                                          |
| ≤ 100 kW        | 21.2                                                 | 18.7                                                 | 16.0                                                 | 14.8                                                 | 14.0                                                 | 13.3                                                 | 12.1                                                 | Einmalvergütung, max. 30 % der Investition           |
| ≤ 1000 kW       | 18.5                                                 | 17.0                                                 | 15.0                                                 | 14.1                                                 | 13.1                                                 | 12.2                                                 | 11.5                                                 | Einmalvergütung, max. 30 % der Investition           |
| 1000 kW         | 17.3                                                 | 15.3                                                 | 14.8                                                 | 14.1                                                 | 13.2                                                 | 12.2                                                 | 11.7                                                 | Einmalvergütung, max. 30 % der Investition           |

### Windenergie
Für Windkraftanlagen betrug die Vergütungsdauer 20 Jahre, neu beträgt sie 15 Jahre. Ab 2013 sanken die Vergütungssätze nicht mehr (zuvor betrug die Absenkung 1,5 % pro Jahr) und wurden im Gegenteil erhöht. Die Senkung der Vergütungsdauer wiegt hingegen schwerer als die Erhöhung der Vergütungssätze. Für die KEV werden die Windkraftanlagen in Klein- und Grosswindanlagen (> 10 kW) kategorisiert.
| Kategorie       | Nennleistung | Vergütungsdauer                                                                                      | Vergütung                         |
| --------------- | ------------ | --- | --------------------------------- |
| Kleinwindanlage | ≤ 10 kW      | 15 Jahre                                                                                             | 23.0 Rp./kWh                      |
| Grosswindanlage | > 10 kW      | 5 Jahre ab Inbetriebnahme                                                                            | 23.0 Rp./kWh                      |
| Grosswindanlage | > 10 kW      | Nach 5 Jahren und effektiver Ertrag > 130 % des Referenzertrags                                      | 13.0 Rp./kWh                      |
| Grosswindanlage | > 10 kW      | Nach 5 Jahren und effektiver Ertrag < 130 % des Referenzertrags: +1 Monate pro 0,3 % Unterschreitung | 23.0 Rp./kWh, danach 13.0 Rp./kWh |

### Geothermieanlagen
Geothermieanlagen dienen der Produktion von Strom und Wärme und dürfen keine fossilen Energieträger zur Energieproduktion gemeinsam mit geothermischer Energie in der gleichen Anlage nutzen. Um einen KEV Anspruch geltend zu machen, müssen die Geothermieanlagen einen minimalen Gesamtnutzungsgrad gemäss nebenstehendem Diagramm erreichen.
Geothermieanlagen unterliegen einer Vergütungsdauer von früher 20 und neu 15 Jahren.
Die Vergütung wird nach der elektrischen Nennleistung der Anlage berechnet. Für Anlagen mit einer Leistung > 5 MW wird die Vergütung anteilig über die Leistungsklassen errechnet.
| Leistungsklasse | Vergütung für hydrothermale Geothermieanlagen (Rp./kWh) | Vergütung für petrothermale Geothermieanlagen (Rp./kWh) |
| --------------- | ------------------------------------------------------- | ------------------------------------------------------- |
| ≤ 5 MW          | 40.0                                                    | 47.5                                                    |
| ≤ 10 MW         | 36.0                                                    | 43.5                                                    |
| ≤ 20 MW         | 28.0                                                    | 35.5                                                    |
| > 20 MW         | 22.7                                                    | 30.2                                                    |

### Biomasseerzeugung
Nach KEV wird die Stromproduktion aus folgenden Anlagen vergütet: Kehricht- (KVA), Schlamm-, Klärschlammverbrennungsanlagen, Klärgas-, Deponiegas- und übrige Biomasseanlagen.
Die Anlagen haben energetische Mindestanforderungen bezüglich des Gesamtnutzungsgrades oder des elektrischen Wirkungsgrads und der Wärmenutzung zu erfüllen.
Der Vergütungssatz für den erneuerbaren Anteil wird pro Kalenderjahr aufgrund einer Grundvergütung sowie, wenn die entsprechenden Voraussetzungen erfüllt sind, aufgrund eines Bonus für Holzkraftwerke oder eines Bonus für landwirtschaftliche Biomasse festgelegt. Die Vergütungsdauer für Biomasse-Anlagen beträgt 20 Jahre.

## Finanzierung
Die Konsumenten bezahlen einen Netzzuschlag, das heisst einen Zuschlag zu den Stromübertragungskosten, in den Vergütungstopf. Ein Teil des Gelds daraus wird verwendet, um die von der KEV erzeugten Mehrkosten zu finanzieren. Der Vergütungstopf und damit die Förderung ist daher beschränkt. Die maximale Höhe des Zuschlages wird vom Bundesrat unter Berücksichtigung der gesetzlichen Vorgaben festgelegt. Der Zuschlag betrug bis Ende 2012 maximal 0.6 Rp./kWh, wurde auf den 1. Januar 2013 auf maximal 0.9 Rp./kWh erhöht, ab 1. Januar 2014 auf maximal 1.5 Rp./kWh, und beträgt ab 1. Januar 2018 höchstens 2.3 Rp./kWh. Mit Stand von 2013 erhielten 29 Grossverbraucher Rabatt, darunter die Kalkfabrik Netstal, die Schweizer Rheinsalinen und Vetropack.

## Abwicklung
Die Entgegennahme und Verwaltung der Zuschläge erfolgte bis Ende 2017 durch die Stiftung Kostendeckende Einspeisevergütung. Die Auszahlung für den Bund wurde durch Swissgrid abgewickelt. Diese verwaltete zudem den Datenaustausch zwischen Produzenten und Verteilnetzbetreibern und führte die Wartelisten für die jeweiligen Projekte. Mit dem neuen Energiegesetz wird ab 2018 der Netzzuschlagsfonds in die finanziellen Strukturen des Bundes integriert. Neu ist Pronovo AG, eine hundertprozentige Tochtergesellschaft von Swissgrid, als Vollzugstelle für die Abwicklung der Förderprogramme des Bundes für die Stromproduktion aus neuen erneuerbaren Energien zuständig.